# 아가미

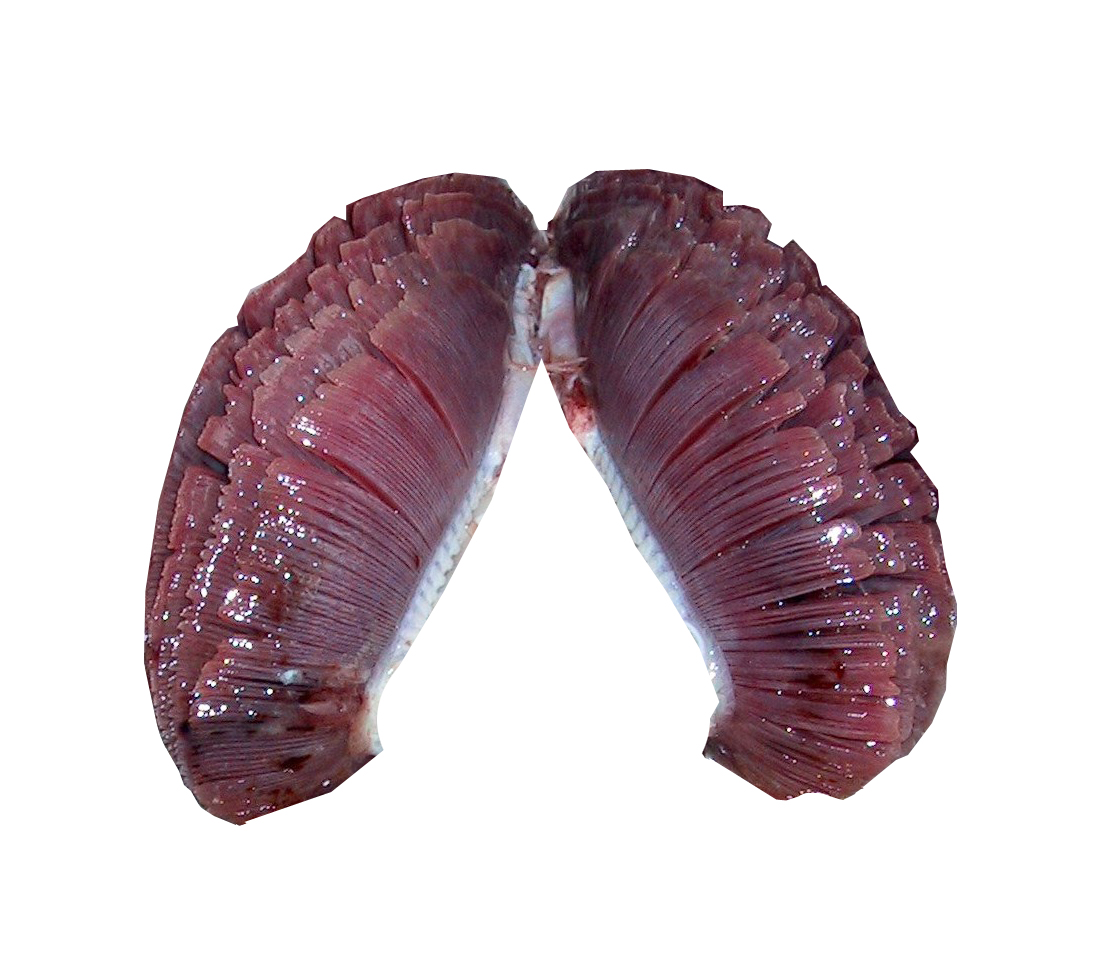
참치의 아가미

아가미란 수중생활을 하는 척추동물이나 무척추동물에서 볼 수 있는 호흡기관이다. 아가미는 수많은 가닥으로 갈라져서 물과의 접촉면을 넓히고 있으며 속에는 모세혈관이 발달해 있다. 많은 수중생물들이 물에 녹은 산소를 이러한 아가미를 통하여 체내로 들여보내지고 체내에 생긴 이산화탄소는 아가미를 통해 물 속으로 배출되는데, 이 작용은 확산에 의하여 이루어진다.

## 아가미 호흡
수생 동물의 대표적인 호흡 기관은 아가미이다. 가장 원시적인 아가미는 갯지렁이 등의 환형동물에서 볼 수 있는 것으로, 피부가 돌출한 간단한 것이다. 연체동물의 아가미는 외투강에 있는데, 빗살 모양 또는 넓적한 모양으로 되어 있으며, 그 속에는 혈관이 가늘게 분포되어 있다. 오징어·문어의 종류에서는 외투막 운동에 의해, 신선한 물을 아가미로 보내는 호흡 운동을 볼 수 있다. 갑각류에는 머리가슴부의 가슴다리 밑부분에, 몇 쌍의 잎 모양 또는 깃털 모양의 아가미가 발달하여, 대부분은 두흉갑(頭胸甲)으로 덮인 아가미실 속에 들어 있다.
척추동물 중 일생 동안 아가미로 호흡을 하는 것은 어류뿐인데, 매우 발달한 아가미를 가지고 있다. 어류의 아가미는 인두부에서 좌우로 쌍을 이루어 돌출한 몇 장의 잎 모양의 표피로서, 이 속에는 모세 혈관이 가늘게 분포되어 있다. 잎 모양의 아가미는 표면적이 대단히 커서, 총체표면적의 수십 배에 달한다. 경골어류의 아가미는 네 쌍이며, 호흡 운동은 입과 아가미뚜껑의 운동에 의한 빨아들이고 내뱉는 펌프 작용에 의해 끊임없이 신선한 물의 유입이 이루어지고 있다.
쉽게 말하자면, 어류가 입으로 물을 빨아들이고, 아가미에 있던 모세혈관으로 물속에 있던 산소가 녹아들어간다. 그리고 남은 물은 아가미 밖으로 빠져나가는 것이다.

## 같이 보기
- 허파